# 贵州省人民政府
贵州省人民政府，是中华人民共和国贵州省的省级国家行政机关。

## 沿革
1949年底，随着第二次国共内战中解放军的军事胜利，中华人民共和国政府开始掌控贵州全境。12月，正式成立贵州省人民政府。10日，贵州省政府秘书长何朝宗以代主席名义向新政府投诚，接受中央政府和贵州省人民政府的领导。同月下旬，贵州省人民政府接收原贵州省政府印信、主席官章及相关人员。
1955年2月，贵州省人民政府改称贵州省人民委员会。1967年12月，成立贵州省革命委员会。1980年1月，贵州省革命委员会撤销，复设贵州省人民政府。

## 历任领导

### 省长
……
- 林树森（2006年7月－2010年8月）
- 赵克志（2010年8月－2012年12月）
- 陈敏尔（2012年12月－2015年10月）
- 孙志刚 （2015年10月－2017年9月 ）
- 谌贻琴（2017年9月－2020年11月）
- 李炳军（2020年11月－）

### 常务副省长
……
- 王正福（2002年3月 - 2006年11月）
- 王晓东（2007年5月 - 2011年12月）
- 谌贻琴（2012年5月 - 2015年4月）
- 秦如培（2015年4月 - 2018年1月）
- 李再勇（2018年1月 - 2022年5月）
- 吴强（2022年5月 - ）

### 副省长
……
- 禄智明（2003年1月至2013年1月）
- 蒙启良（2005年1月至2016年1月）
- 孙国强（2006年3月至2013年1月）
- 黄康生（2007年5月至2013年1月）
- 辛维光（2008年1月至2011年10月）
- 刘晓凯（2008年1月至2012年7月）
- 谢庆生（2008年1月至2013年1月）
- 慕德贵（2012年1月至2017年6月）
- 秦如培（2012年7月至2018年1月）
- 王江平（2013年1月至2015年12月）
- 刘远坤（2013年1月至2018年1月）
- 陈鸣明（2013年1月至2018年1月）
- 何力（2013年1月至2018年1月）
- 孙立成（2015年1月至2016年6月）
- 黄家培（2016年3月至2017年1月）
- 卢雍政（2016年3月至2020年3月）
- 王晓光（2017年6月至2018年1月）
- 郭瑞民（2017年6月至2023年1月）
- 蒲波（2018年1月至2018年5月）
- 李再勇（2018年1月至2023年1月）
- 王世杰（2018年1月至2023年1月）
- 陶长海（2018年1月至2023年1月）
- 魏国楠（2018年1月至2019年12月）
- 吴强（2018年1月至2020年9月）
- 谭炯（2019年9月至2022年5月）
- 胡忠雄（2020年3月至2021年3月）
- 吴胜华（2020年10月至2022年5月）
- 李睿（2020年10月至2022年5月）
- 郭锡文（2021年5月至2024年4月）
- 蔡朝林（2021年4月至今）
- 董家禄（2022年5月至今）
- 贾利军（2023年1月至今）
- 张敬平（2023年1月至今）
- 罗强（2023年1月至今）
- 杨同光（2023年1月至今）
- 郭成林（2025年4月至今）

### 秘书长
……
- 王远海（2003年1月至2005年4月）
- 郝嘉伍（2005年4月至2009年5月）
- 邹伟（2009年5月至2011年3月）
- 唐德智（2011年3月至2017年5月）
- 任湘生（2017年6月至2018年2月）
- 魏树旺（2018年2月至2018年3月，2022年7月至今）
- 张平（2018年8月至2022年7月）

## 职权
根据《中华人民共和国地方各级人民代表大会和地方各级人民政府组织法》第七十三条，县级以上的地方各级人民政府行使下列职权：
1. 执行本级人民代表大会及其常务委员会的决议，以及上级国家行政机关的决定和命令，规定行政措施，发布决定和命令；
2. 领导所属各工作部门和下级人民政府的工作；
3. 改变或者撤销所属各工作部门的不适当的命令、指示和下级人民政府的不适当的决定、命令；
4. 依照法律的规定任免、培训、考核和奖惩国家行政机关工作人员；
5. 编制和执行国民经济和社会发展规划纲要、计划和预算，管理本行政区域内的经济、教育、科学、文化、卫生、体育、城乡建设等事业和生态环境保护、自然资源、财政、民政、社会保障、公安、民族事务、司法行政、人口与计划生育等行政工作；
6. 保护社会主义的全民所有的财产和劳动群众集体所有的财产，保护公民私人所有的合法财产，维护社会秩序，保障公民的人身权利、民主权利和其他权利；
7. 履行国有资产管理职责；
8. 保护各种经济组织的合法权益；
9. 铸牢中华民族共同体意识，促进各民族广泛交往交流交融，保障少数民族的合法权利和利益，保障少数民族保持或者改革自己的风俗习惯的自由，帮助本行政区域内的民族自治地方依照宪法和法律实行区域自治，帮助各少数民族发展政治、经济和文化的建设事业；
10. 保障宪法和法律赋予妇女的男女平等、同工同酬和婚姻自由等各项权利；
11. 办理上级国家行政机关交办的其他事项。

## 机构设置
根据中共中央办公厅、国务院办公厅《关于印发〈贵州省机构改革方案〉的通知》，贵州省人民政府设置工作部门43个，其中省政府办公厅和组成部门24个，直属特设机构1个，直属机构13个，部门管理机构（副厅级）5个。
贵州省人民政府设置下列机构：
- 贵州省人民政府办公厅

### 组成部门
- 贵州省发展和改革委员会
- 贵州省教育厅
- 贵州省科学技术厅
- 贵州省工业和信息化厅
- 贵州省民族宗教事务委员会
- 贵州省公安厅
- 贵州省民政厅
- 贵州省司法厅
- 贵州省财政厅
- 贵州省人力资源和社会保障厅
- 贵州省自然资源厅
- 贵州省生态环境厅
- 贵州省住房和城乡建设厅
- 贵州省交通运输厅
- 贵州省水利厅
- 贵州省农业农村厅
- 贵州省商务厅
- 贵州省文化和旅游厅
- 贵州省卫生健康委员会
- 贵州省退役军人事务厅
- 贵州省应急管理厅
- 贵州省审计厅
- 贵州省人民政府外事办公室

（办公厅挂省人民政府研究室、省人民政府参事室牌子；交通运输厅挂交通战备办公室牌子；商务厅挂口岸办公室牌子。）

### 直属特设机构
- 贵州省人民政府国有资产监督管理委员会

### 直属机构
- 贵州省市场监督管理局
- 贵州省能源局
- 贵州省广播电视局
- 贵州省体育局
- 贵州省统计局
- 贵州省医疗保障局
- 贵州省人民政府国防动员办公室
- 贵州省乡村振兴局
- 贵州省机关事务管理局
- 贵州省大数据发展管理局
- 贵州省生态移民局
- 贵州省林业局

（市场监督管理局挂知识产权局牌子；省人民政府国防动员办公室挂人民防空办公室牌子。）

### 直属事业单位
- 贵州省人民政府发展研究中心
- 贵州科学院
- 贵州省社会科学院
- 贵州省农业科学院
- 贵州省地质矿产勘查开发局
- 贵州省煤田地质局
- 贵州省有色金属和核工业地质勘查局
- 贵州省文史研究馆
- 贵州省投资促进局
- 贵州省供销合作社联合社

### 部门管理机构
- 贵州省粮食和物资储备局，由省发展和改革委员会管理。
- 贵州省监狱管理局，由省司法厅管理。
- 贵州省戒毒管理局，由省司法厅管理。
- 贵州省中医药管理局，由省卫生健康委员会管理。
- 贵州省药品监督管理局，由省市场监督管理局管理。

### 派出机构
- 贵州贵安新区管理委员会
- 贵州省人民政府驻北京办事处

（中共贵州贵安新区工作委员会与贵州贵安新区管理委员会合署办公。）